# Bergmynta
Bergmynta (Clinopodium vulgare (L.) Fritsch) är en växt i familjen kransblommiga växter.

## Beskrivning
Bergmynta är en flerårig (perenn) ört. Den är sambyggare och har blå till blåröda blommor.
Som odlad kan bergmynta förökas såväl genom frön som genom delning av rotklumpar.
Kromosomtal 2n = 20.
En analys av bergmyntas eteriska oljor visar 40 olika ämnen inom 99,4 % av provet, därav de viktigaste:
| Ämne       | Halt (%) |
| ---------- | -------- |
| Tymol      | 38,9     |
| γ-terpinen | 29,6     |
| p-cymen    | 9,1      |
| Summa      | 77,6     |

### Näringsinnehåll i 100 g[5]
Energi 1 762 kJ (421 kcal)
| Ämne | Mängd    | RDI a) (%) |
| --- | -------- | ---------- |
| |          |            |
| Kolhydrater | 73,65 g  | 27         |
| Sockerarter | 20,34 g  | 36         |
| Fett | 11,62 g  |            |
| Därav: |          |            |
| enkelomättat fett | 6,6 g    | 19         |
| mättat fett | 1,24 g   | 4,1        |
| Protein | 10,55 g  | 18         |
| Kostfiber | 10,2 g   | 39         |
| Vatten | 2,19 g   |            |
| Kalium | 483 mg   | 14         |
| Fosfor | 392 mg   | 65         |
| Magnesium | 121 mg   | 40         |
| Kalcium | 109 mg   | 14         |
| Natrium | 50 mg    | 2,1        |
| Kolin | 35 mg    |            |
| Zink | 2,95 mg  | 33         |
| Järn | 2,81 mg  | 26         |
| Niacin | 2,308 mg |            |
| Kolesterol | 2 mg     |            |
| Tiamin | 411 μg   | 32         |
| Koppar | 312 μg   | 40         |
| Riboflavin (Vitamin B2) | 289 μg   | 19         |
| B6-vitamin | 231 μg   | 20         |
| Askorbinsyra (C-vitamin) | 200 μg   | 2,7        |
| Lutein + Zeaxanthin | 130 μg   |            |
| Folat | 37 μg    | 12         |
| Selen | 17,3 μg  | 29         |
| Fyllokinon (K1-vitamin) | 7 μg     | 10         |
| Retinol (A-vitamin) | 2 μg     | 0,22       |
| Betakaroten | 1 μg     |            |
| Kobalamin (B12-vitamin) | 170 ng   | 8,5        |
| _______________ a) Rekommenderat dagligt intag för vuxen person |          |            |
| b) Beräknat från Livsmedelsverkets rekommendationer. Typiska värden för 50-årig man som lever på 8 MJ/dag. För andra åldrar och för kvinnor och barn kan RDI avvika, såväl uppåt som nedåt. |          |            |

## Habitat
Större delen av Europa, norra Afrika, västra och centrala Asien samt Sibirien. I USA finns bergmynta i ungefär hälften av staterna. I Indiana är den utrotningshotad.

### Utbredning
- Norden
- Norra halvklotet 
  - Gränslinjer inlagda för Satureja vulgaris var. neogasum, Satureja vulgaris var. integerinum och Satureja vulgaris var. chinense.

## Biotop
Trivs i såväl sur som kalkrik mark, som bör vara sandig eller lerig och fuktig. Soligt eller i halvskugga.

## Etymologi
- Satureja är det namn som Ovidius använde för en växt. Carl von Linné tog intryck av det, när han valde Satureja som namn för ett nytt släkte.
- Artepitetet vulgaris kommer av latin vulgus = hop, allmänhet; här med innebörden vanlig.

## Användning

### Växtfärgning
Bergmynta ger gula och bruna färger vid växtfärgning.

### Medicinalväxt
Som naturläkemedel anses beredningar baserade på bergmynta ha följande egenskaper:
- innehålla välgörande aromatiska oljor
- vara astringerande [6]
- vara hjärtstärkande
- underlätta matsmältningen
- underlätta "att spänna väder"
- vara svettdrivande
- vara slemlösande

## Möjlig feltolkning
Risk finns för missförstånd, när man läser engelsk litteratur i det att där bergmynta oegentligt kallas Wild Basil. Kryddväxten basilika, Ocimum basilicum, kallas enbart Basil på engelska, alltså utan epitetet Wild. "Basil" är sålunda inte någon förädlad form av "Wild Basil", lika lite som att "Wild Basil" skulle vara någon förvildad "Basil". Utseendemässigt finns ingen förväxlingsrisk. Det rör sig om vitt skilda arter, som inte alls liknar varandra. Alltså:
- Wild Basil, Clinopodium vulgare = bergmynta
- Basil, Ocimum basilicum = basilika

## Underarter
- Clinopodium vulgare ssp. arundanum, 1881 (Boiss.) Nyman
- Clinopodium vulgare ssp. orientale, 1967 Bothmer
- Satureja vulgaris ssp. arundana, 1985 (Boiss.) Greuter & Burdet
- Satureja vulgaris var. chinense
- Satureja vulgaris var. diminuta, 1923 (Simon) Fernald & Wiegand
- Satureja vulgaris var. gattefossei, 1940 Maire
- Satureja vulgaris var. integerinum
- Satureja vulgaris var. neogasum
- Satureja vulgaris var. neogaea, 1944 Fernald
- Satureja vulgaris ssp. orientalis, 1985 (Bothmer) Greuter & Burdet
- Satureja vulgaris var. transiens, 1940 Maire